# Stazione di Putignano in Monte Laureto
La stazione di Putignano in Monte Laureto è una fermata ferroviaria al servizio della località di San Michele in Monte Laureto, frazione di Putignano, nella città metropolitana di Bari.
Si trova sulla ferrovia Bari-Taranto ed è gestita dalle Ferrovie del Sud Est.
È entrata in servizio nel 1903, assieme al tronco Putignano-Locorotondo della linea Bari-Taranto.

## Servizi
La fermata dispone di:
- Area per l'attesa
- Accessibilità per portatori di handicap

## Movimento
La stazione è servita dai treni regionali svolti dalle Ferrovie del Sud Est nella relazione Putignano - Martina Franca della linea 1.